# Kenneth Johnson
Kenneth Johnson (Pine Bluff, Arkansas, 26 de octubre de 1942) es un guionista, director y productor estadounidense de cine y televisión, conocido principalmente por ser el creador de las series V (1983-1985) y The Incredible Hulk (1977-1982). También dirigió la segunda parte de la película Cortocircuito, Cortocircuito 2. Sus esfuerzos creativos están enfocados casi por completo al área de la ciencia ficción para la televisión.

## Biografía
Johnson es graduado en el Carnegie Institute of Technology. Sus trabajos en televisión incluyen The Six Million Dollar Man, The Bionic Woman y The Incredible Hulk. Johnson creó la caracterización de Jaime Sommers en la serie The Bionic Woman. En 1983 ganó fama al escribir y dirigir V, una historia alegórica de la Segunda Guerra Mundial con extraterrestres que substituyen a los nazis. La miniserie se emitió por la NBC. En 1989 produjo la serie de televisión Alien Nation, basada en la película de 1988 del mismo nombre. En 1997 escribió y dirigió la película Steel, basada en el personaje homónimo de DC Comics y protagonizada por el jugador de baloncesto Shaquille O'Neal como John Henry Irons. 
En 2004 Johnson propuso a las cadenas de televisión una secuela de V, pero le habían pedido escribir un remake y de tener aceptación, la nueva versión podría conducir a una secuela. En 2008 Johnson publicó su libro V The Second Generation. El argumento de esta novela ocurre veinte años después de la miniserie original, evitando la segunda miniserie y la serie semanal.
Según su página oficial de Internet, Johnson se encuentra actualmente en conversaciones con potenciales inversores para realizar su nueva versión cinematográfica de V.